# Campo Imperatore Near Earth Object Survey
Campo Imperatore Near Earth Object Survey (CINEOS) – program poszukiwania i śledzenia wcześniej odkrytych obiektów bliskich Ziemi (NEO), realizowany przez Obserwatorium Campo Imperatore położone w pobliżu Gran Sasso, należące do Obserwatorium Rzymskiego (wł. Osservatorio Astronomico di Roma). Około 1/5 czasu pracy koncentrowała się na obiektach osiągających małe elongacje, czyli planetoidach zaliczanych do grupy Atena i Atiry, choć do 2006 roku nie zidentyfikowano żadnego takiego ciała.
Po przerwie trwającej od połowy 1997 roku, przegląd wznowił działanie na początku XXI w. W ramach tego przeglądu nieba w latach 1996–2005 odkryto 1182 planetoidy, m.in. siedem planetoid bliskich Ziemi i kometę okresową 167P/CINEOS. Do licznych obiektów z pasa planetoid odkrytych w ramach programu CINEOS należą:
- (39335) Caccin
- (39336) Mariacapria
- (65001) Teodorescu
- (65357) Antoniucci
- (73442) Feruglio
- (73465) Buonanno
- (78125) Salimbeni